# Grift of the Magi
«Grift of the Magi» — девятый эпизод одиннадцатого сезона мультсериала «Симпсоны». Впервые вышел в эфир 19 декабря 1999 года. В названии — игра слов: англ. gifts of the Magi — дары волхвов; англ. grift — добывание денег путём жульничества.

## Сюжет
Играя с Милхаусом в «переодевание», Барт случайно падает с дивана и травмируется. Поэтому на него надевают гипс, и мальчик временно передвигается в инвалидной коляске. Придя в школу, Барт не может въехать в школу по ступенькам, потому что там нет пандуса. Скиннер тут же решает заняться этой проблемой и договаривается с Жирным Тони о создании системы пандусов по школе. Но пока её построили, Барт уже выздоровел, к тому же новоиспеченная система тут же разваливается, так как она была построена из хлеба. На лакомство тут же слетаются чайки. Тем не менее, Жирный Тони требует плату за свою работу и, чтобы не иметь проблем с мафией, Скиннер отдает гангстерам все школьные деньги, а саму школу закрывает (разумеется, дети в восторге).
Скиннер пытается разжалобить Мистера Бернса на благотворительность, но тщетно. Впрочем, вскоре школа снова открывается: её открывает корпорация некого Джима Хоупа. Вместо стандартных уроков дети делятся с новыми учителями мыслями и предложениями о том, какими должны быть хорошие игрушки. Все, кроме Лизы, довольны новым учебным процессом. Девочка хочет учить математику и за это её наказывают, заставляя писать на доске много раз «Я не буду учить математику». Неудивительно, что именно Лиза раскрывает заговор нового школьного управления: они используют детей, узнавая их самые большие желания, чтобы создавать лучшие игрушки и тем самым одолеть конкурентов по бизнесу. Несмотря на все старания Лизы, новые игрушки—"Смешки" становятся хитом рождественских продаж. Не сумев разубедить граждан покупать новинку, Лиза убеждает Гомера в рождественский сочельник выкрасть все игрушки из каждого дома в Спрингфилде. Им это удаётся, и все «Смешки» попадают на Горящую свалку шин, где они и сгорают.
На следующий день к Симпсонам на рождественский обед пришли: Гэри Коулман, который ранее работал охранником офиса компании игрушек и пытался помешать Симпсонам уничтожить Смешков; Мистер Бернс, к которому ночью приходили рождественские призраки и уговорили его пожертвовать школе деньги, которые он нашёл в кармане смокинга; и Мо, приготовивший праздничную утку. Все празднуют Рождество.